# Сакаґуті Мідзухо
Сакаґуті Мідзухо   (яп. 阪口 夢穂, 15 жовтня 1987) — японська футболістка, олімпійська медалістка.

## Виступи на Олімпіадах
| Олімпіада   | Дисципліна | Місце |
| ----------- | ---------- | ----- |
| Пекін 2008  | футбол     | 4     |
| Лондон 2012 | футбол     | 2     |